# Pikanina
Pikanina är en udde i Lihula kommun i landskapet Läänemaa i västra Estland. Den ligger i 100 km sydväst om huvudstaden Tallinn och är halvön Saastna poolsaars yttersta och nordvästligaste udde. Utanför udden, västerut, ligger havsområdet Moonsund (estniska: Väinameri) och öarna Moon (Muhu), Ösel (Saarema) och Dagö (Hiiumaa). Udden skiljer viken Topi laht i syd från Matsalviken (Matsalu laht) i öster. 